# Nana Akwasi Asare
Nana Akwasi Asare (Kumasi, 11 de julio de 1986) es un futbolista ghanés que juega de defensa.
Su sobrino Luc Lionahr también es futbolista.

## Selección nacional
Fue internacional con la selección de fútbol de Ghana en cinco ocasiones y no anotó goles por dicho seleccionado.

## Clubes
| Club                | País         | Año       |
| ------------------- | ------------ | --------- |
| Feyenoord Ghana     | Ghana        | 2000-2003 |
| Feyenoord           | Países Bajos | 2003      |
| Royal Antwerp F. C. | Bélgica      | 2004-2005 |
| K. V. Mechelen      | Bélgica      | 2005-2009 |
| F. C. Utrecht       | Países Bajos | 2009-2013 |
| K. A. A. Gante      | Bélgica      | 2013-2020 |

## Palmarés

### Títulos nacionales
| Título               | Club           | País    | Año  |
| -------------------- | -------------- | ------- | ---- |
| Pro League           | K. A. A. Gante | Bélgica | 2015 |
| Supercopa de Bélgica | K. A. A. Gante | Bélgica | 2015 |